# تلگراف زمین‌برگشتی

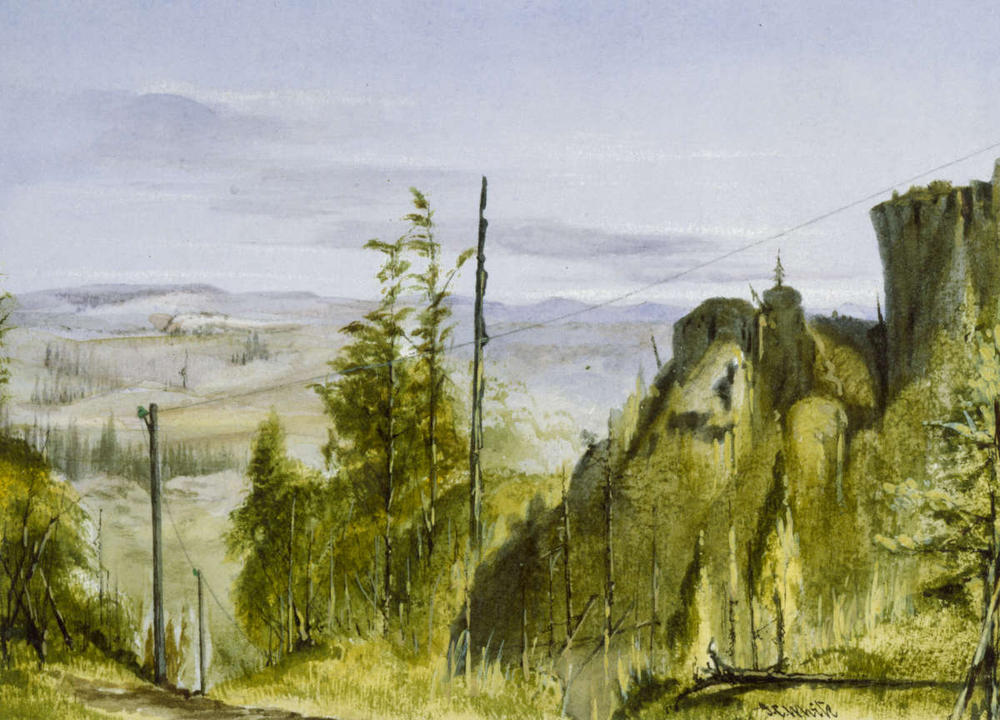
بخشی از خط تلگراف روسیه-آمریکایی که دارای سیم تک مدار زمین‌برگشتی است، ج. ۱۸۶۶

تلگراف زمین‌برگشتی (به انگلیسی: Earth-return telegraph) سامانه‌ای است که به موجب آن مسیر برگشت جریان الکتریکی مدار تلگراف از طریق اتصال به زمین از طریق الکترود زمین فراهم می‌شود. استفاده از زمین‌برگشتی باعث صرفه‌جویی زیادی در هزینه‌های نصب می‌شود، زیرا مقدار سیم مورد نیاز را به نصف کاهش می‌دهد، با صرفه‌جویی مربوطه در کار مورد نیاز برای سیم‌کشی آن. مزایای انجام این کار بلافاصله توسط پیشگامان تلگراف مورد توجه قرار نگرفت، اما پس از اینکه اولین تلگراف زمین‌برگشتی توسط کارل آگوست فون اشتاینهایل در سال ۱۸۳۸ به بهره‌برداری رسید، به سرعت به یک امر عادی تبدیل شد.
تلگراف زمین‌برگشتی در اواخر قرن نوزدهم به دلیل معرفی ترامواهای برقی با مشکلاتی مواجه شد. این اختلالات جدی در عملیات زمین‌برگشتی و برخی مدارها به سامانه برگشتی قدیمی با رسانای فلزی بازگردانده شدند. در همان زمان، ظهور تلفن، که حتی نسبت به تداخل در سامانه‌های زمین‌برگشتی تحمل بیشتری نداشت، شروع به جابجایی تلگراف الکتریکی به‌طور کلی کرد و فنّ زمین‌برگشتی در مخابرات را به پایان رساند.

## توضیحات

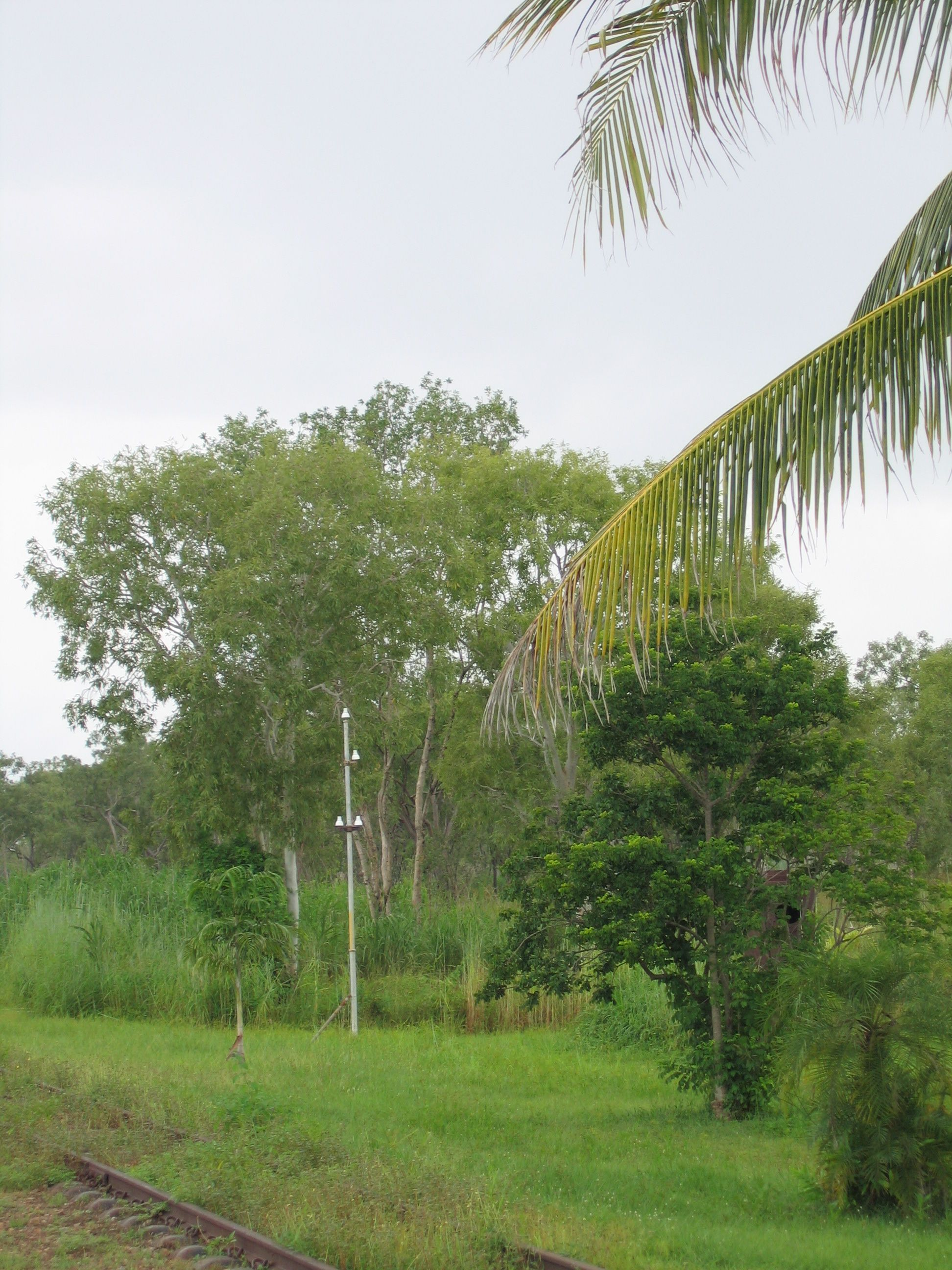
یک تیرک از کار افتاده خط تلگراف زمینی استرالیا که قبلاً چهار خط را با استفاده از زمین‌برگشتی حمل می‌کرد.

یک خط تلگراف بین دو دفتر تلگراف، مانند تمام مدارهای الکتریکی، برای تشکیل یک مدار کامل به دو رسانا نیاز دارد. این معمولاً به معنای دو سیم فلزی متمایز در مدار است، اما در مدار زمین‌برگشتی یکی از آنها با اتصالات به زمین (همچنین ارت نامیده می‌شود) جایگزین می‌شود تا مدار کامل شود. اتصال به زمین با استفاده از صفحات فلزی با سطح وسیعی که عمیقاً در زمین مدفون شده‌اند، انجام می‌شود. این صفحات می‌توانند از مس یا آهن گالوانیزه ساخته شوند. روش‌های دیگر عبارتند از اتصال به لوله‌های فلزی گاز یا آب در جایی که این لوله‌ها در دسترس هستند، یا قرار دادن یک سیم بکسل بلند روی زمین مرطوب. روش دوم چندان قابل اعتماد نیست، اما تا سال ۱۸۶۸ در هند رایج بود.
خاک در مقایسه با سیم‌های مسی مقاومت‌ویژه بیشتری دارد، اما زمین آنقدر بزرگ بدنه است که به‌طور مؤثر رساناای با سطح مقطع بسیار زیاد و رسانایی بالا تشکیل می‌دهد. فقط لازم است اطمینان حاصل شود که در دو ایستگاه تماس خوبی با زمین وجود دارد. برای انجام این کار، صفحات زمین باید به قدری عمیق دفن شوند که همیشه با خاک مرطوب در تماس باشند. در مناطق خشک این می‌تواند مشکل ساز باشد. گاهی به کاربرها دستور داده می‌شد که برای حفظ اتصال، آب را روی صفحات زمین بریزند. صفحات نیز باید به اندازه کافی بزرگ باشند تا جریان کافی را عبور دهند. برای اینکه مدار زمین رسانایی به اندازه رساناای که جایگزین می‌کند داشته باشد، به همان نسبت که مقاومت‌ویژه زمین از مقاومت‌ویژه مس یا هر فلز دیگری که برای سیم استفاده می‌شود، بیشتر می‌شود، سطح صفحه بزرگتر از سطح‌مقطع رسانا ساخته می‌شود.

## دلیل استفاده
مزیت سامانه زمین‌برگشتی این است که مقدار سیم فلزی را که در غیر این صورت مورد نیاز بود را کاهش می‌دهد، که باعث صرفه‌جویی قابل توجهی در خطوط طولانی تلگراف می‌شود که ممکن است صدها یا حتی هزاران مایل دِرازا داشته باشد. این مزیت در سامانه‌های تلگراف اولیه که اغلب به چند سیم سیگنال نیاز داشتند چندان آشکار نبود. همه مدارها در چنین سامانهٔ می‌توانند از یک رسانای برگشتی واحد (خطوط نامتعادل) استفاده کنند، بنابراین صرفه‌جویی در هزینه حداقل می‌شد. نمونه‌هایی از سامانه‌های چند سیمی شامل سامانه آزمایشی پاول شیلینگ در سال ۱۸۳۲ بود که دارای شش سیم سیگنال بود تا الفبای سیریلیک را بتوان کد دودویی کند، و تلگراف پنج‌سوزنی کوک و وتستون در سال ۱۸۳۷. دومی به هیچ وجه به رسانای برگشتی نیاز نداشت زیرا پنج سیم سیگنال همیشه به صورت جفت با جریان‌هایی با قطبیت مخالف استفاده می‌شد تا زمانی که موقعیت کد برای اعداد اضافه شود.
هزینه سامانه‌های چند سیمی به سرعت منجر به تبدیل شدن سامانه‌های تک‌سیم‌سیگنال برای تلگراف طولانی شد. در حدود زمانی که زمین‌برگشتی معرفی شد، دو سامانه پرکاربرد سامانه مورس ساموئل مورس (از سال 1844) و تلگراف تک‌سوزنی کوک و وتستون (از سال ۱۸۴۳) بودند. چند سامانه دوسیم‌سیگنال باقی ماندند. سامانه دو سوزنی کوک و وتسون مورد استفاده در راه‌آهن بریتانیا، و تلگراف Foy-Breguet مورد استفاده در فرانسه. با کاهش تعداد سیم‌های سیگنال، هزینه سیم برگشت بسیار مهم‌تر بود و منجر به تبدیل‌شدنِ زمین‌برگشتی به استاندارد شد.
| سامانه تلگراف       | تعداد سیم‌های مورد نیاز یا پیشنهادی |
| ------------------- | ---------------------------------- |
| اشتاینهایل (1838)   | ۱                                  |
| کوک و وتستون (1837) | ۵                                  |
| شیلینگ (1832)       | ۸                                  |
| سامرینگ (1809)      | ۳۵                                 |
| ریچی (1830)         | ۵۲                                 |
| آمپر (1820)         | ۶۰                                 |

تلگراف سومرینگ به‌جای تلگراف الکترومغناطیسی یک الکتروشیمیایی بود و خارج از ترتیب زمانی قرار گرفته است. در اینجا برای مقایسه نشان داده شده است زیرا مستقیماً از تلگراف الکترومغناطیسی شیلینگ الهام گرفته است، اما شیلینگ از تعداد بسیار کمتری سیم استفاده می‌کند.

## تاریخچه

### آزمایش‌های اولیه

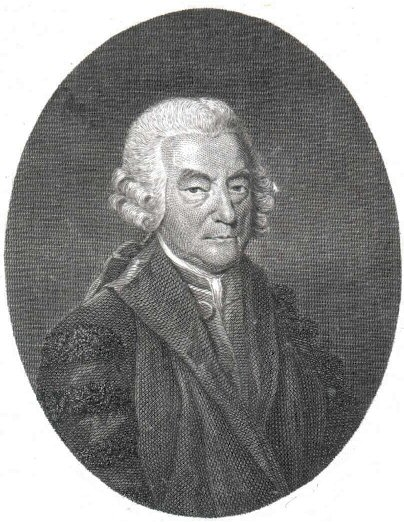
ویلیام واتسون امکان زمین‌برگشتی را ایجاد کرد

اولین استفاده از زمین‌برگشتی برای تکمیل مدار الکتریکی توسط ویلیام واتسون در سال ۱۷۴۷ به استثنای آزمایش‌ها، با استفاده از مسیر برگشت با آب انجام شد. واتسون، در نمایش‌عملی در شوترز هیل لندن، جریان الکتریکی را از ۲۸۰۰ فوت سیم آهنی، عایق‌شده با چوب پخته، با مسیر زمین‌برگشتی، فرستاد. در اواخر همان سال، او این فاصله را به دو مایل افزایش داد. یکی از اولین نمایش‌های‌عملی مسیر برگشت آبی توسط جان هنری وینکلر، استادی در لایپزیگ بود که در آزمایشی در ۲۸ ژوئیه ۱۷۴۶ از رودخانه پیلایسه به این روش استفاده کرد اولین آزمایش‌‌گری که مدار زمین‌برگشتی را با باتری کم ولتاژ به جای ماشین اصطکاکی ولتاژ بالا آزمایش کرد، بسِ آف همن در سال ۱۸۰۳ بود. این آزمایش‌های اولیه با هدف تولید تلگراف نبودند، بلکه برای تعیین سرعت الکتریسیته طراحی شده بودند. در این رویداد، ثابت شد که انتقال سیگنال‌های الکتریکی سریع‌تر از آن چیزی است که آزمایش‌کنندگان می‌توانستند اندازه‌گیری کنند - غیرقابل‌تشخیص از آنی.
به نظر می‌رسد که نتیجه واتسون توسط آزمایشگران اولیه تلگراف که از یک رسانای برگشتی برای تکمیل مدار استفاده می‌کردند ناشناخته یا فراموش شده است. یکی از استثناهای اولیه تلگراف بود که توسط هریسون گری دیار در سال ۱۸۲۶ با استفاده از ماشین‌های اصطکاک اختراع شد. دیار این تلگراف را در یک مسیر مسابقه در لانگ آیلند نیویورک در سال ۱۸۲۸ با استفاده از مدار زمین‌برگشتی نشان داد. این نمایش‌عملی تلاشی برای جلب حمایت برای ساخت خط نیویورک به فیلادلفیا بود، اما پروژه ناموفق بود (و بعید است که در مسافت طولانی کار کرده باشد)، دیار به سرعت فراموش شد و زمین‌برگشتی باید دوباره اختراع می‌شد.

### اولین تلگراف زمین‌برگشتی

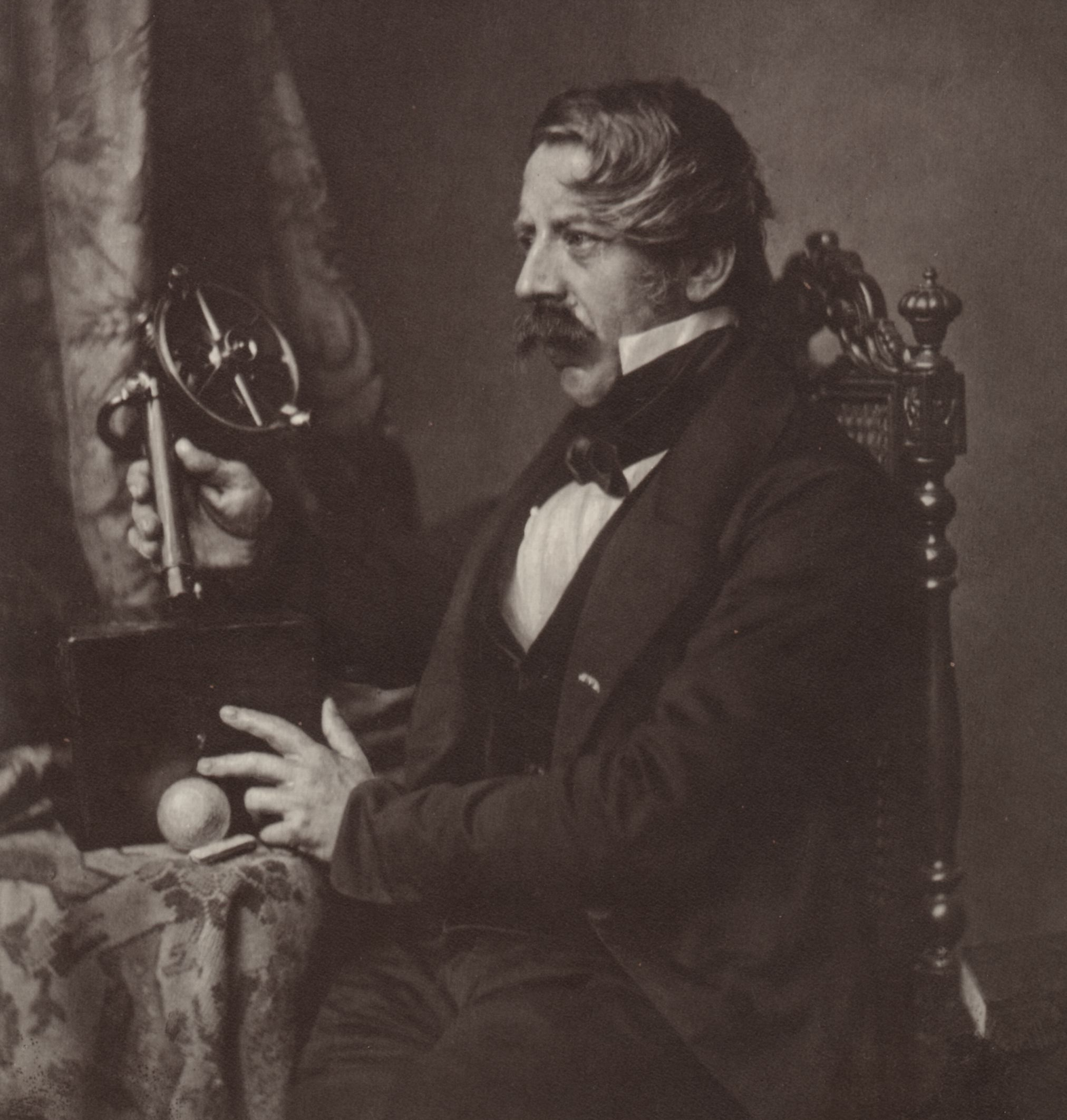
کارل آگوست فون اشتاینهایل اولین کسی بود که تلگراف زمین‌برگشتی را به خدمت گرفت

اولین تلگراف با زمین‌برگشتی به کارل آگوست فون اشتاینهایل در سال ۱۸۳۸ راه اندازی شد. کشف اشتاینهایل مستقل از کارهای قبلی بود و اغلب به‌طور نادرست از او به عنوان مخترع اصلی یاد می‌شود. اشتاینهایل در حال کار بر روی تهیه تلگراف در امتداد خط راه‌آهن نورنبرگ-فورث، در فاصله پنج مایلی بود. اشتاینهایل برای اولین بار به پیشنهاد کارل فردریش گاوس سعی کرد از دو ریل مسیر به عنوان رساناهای (سیم‌های) تلگراف استفاده کند. این شکست خورد زیرا ریل‌ها به خوبی از زمین عایق نبودند و در نتیجه یک مسیر رسانایی بین آنها وجود داشت. با این حال، این شکست اولیه باعث شد اشتاینهایل متوجه شود که زمین می‌تواند به عنوان یک رسانا استفاده شود و سپس تنها با یک سیم و یک زمین‌برگشتی موفق شد.
اشتاینهایل متوجه شد که «تحریک گالوانیکی» در زمین به مسیر مستقیم بین دو سر سیم تلگراف محدود نمی‌شود، بلکه به‌طور نامحدود به سمت بیرون گسترش می‌یابد. او حدس زد که این ممکن است به این معنی باشد که اصلاً تلگراف بدون سیم امکان‌پذیر است. شاید او اولین کسی بود که تلگراف بی‌سیم را به عنوان یک امکان واقعی در نظر گرفت. او موفق شد سیگنالی را با القای الکترومغناطیسی در فاصله ۵۰ فوتی ارسال کند، اما این فاصله کاربرد عملی نداشت.
استفاده از مدارهای زمین‌برگشتی به سرعت تبدیل به یک هنجار شد، با امتناع اشتاینهایل از حق ثبت اختراع به این ایده کمک کرد - او می‌خواست آن را به صورت رایگان به عنوان یک سرویس عمومی از سوی خود در دسترس قرار دهد. با این حال، ساموئل مورس هنگامی که اولین خط تلگراف را در ایالات متحده در سال ۱۸۴۴ با استفاده از دو سیم مسی نصب کرد، بلافاصله از کشف اشتاینهایل آگاه نبود. زمین‌برگشتی چنان فراگیر شد که به نظر می‌رسد برخی از مهندسان تلگراف متوجه نشده بودند که تلگراف‌های اولیه همگی از سیم‌های برگشتی استفاده می‌کردند. در سال ۱۸۵۶، چند دهه پس از معرفی زمین‌برگشتی، ساموئل استاتهام از شرکت گوتا پرکا و ویلدمن وایت‌هاوس تلاش کردند یک سیم برگشت را ثبت اختراع کنند و تا حد حفاظت موقت پیش رفتند.

### مشکلات با برق قدرت
معرفی نیروی برق، به ویژه خطوط تراموا الکتریکی در دهه ۱۸۸۰، خطوط تلگراف زمین‌برگشتی را به‌طور جدی مختل کرد. راه‌اندازی و توقف تراموا باعث ایجاد اِسپایک‌های الکترومغناطیسی بزرگی شد که پالس‌های کد روی خطوط تلگراف را تحت تأثیر قرار می‌داد. این مشکل مخصوصاً در خطوطی که کار خودکار پرسرعت مورد استفاده قرار می‌گرفت و مخصوصاً در کابل‌های تلگراف زیردریایی وجود داشت. نوع دوم ممکن است هزاران مایل طول داشته باشد و درنتیجه سیگنال ورودی کوچک بود. در خُشکی، از تکرارکننده‌های خط برای بازسازی سیگنال استفاده می‌شد، اما تا اواسط قرن بیستم برای کابل‌های زیردریایی در دسترس نبودند. ابزارهای حساسی مانند ضبط سایفون برای تشخیص سیگنال‌های ضعیف در کابل‌های بلند زیردریایی استفاده می‌شد و به راحتی توسط تراموا مختل می‌شد.
مشکل ایجاد شده توسط ترامواهای برقی در برخی نقاط به حدی بود که منجر به راه اندازی مجدد رساناهای برگشتی شد. رساناهای برگشتی که همان مسیر رسانای اصلی را دنبال می‌کند، همان تداخل القایی را در آن خواهد داشت. اگر هر دو بخش مدار یکسان باشند (یک خط متعادل) چنین تداخل حالت مشترک را می‌توان به‌طور کامل حذف کرد. یکی از این موارد تداخل در سال ۱۸۹۷ در کیپ تاون، آفریقای جنوبی رخ داد. اختلال به حدی بود که نه تنها کابل مدفون شده از طریق شهر با یک خط متعادل جایگزین شد، بلکه یک کابل زیردریایی متعادل به طول پنج یا شش مایل دریایی به سمت دریا کشیده شد و در آنجا به کابل اصلی متصل شد.
ظهور تلفن، که در ابتدا از همان خطوط زمین‌برگشتی استفاده می‌کرد، استفاده از مدارهای متعادل را ضروری کرد، زیرا خطوط تلفن حتی بیشتر در معرض تداخل بودند. جان جی کارتی، مهندس ارشد آینده شرکت تلفن و تلگراف آمریکا، یکی از اولین کسانی که متوجه شد مدارهای تمام-فلزی مشکلات نویز شدیدی را که در مدارهای تلفن زمین‌برگشتی با آن مواجه می‌شوند را حل می‌کند. کارتی شروع به نصب برگشتی‌های فلزی در خطوط تحت کنترل خود کرد و گزارش داد که نویزها بلافاصله تقریباً به‌طور کامل ناپدید شدند.

## کتابشناسی
- Artemenko, Roman, "Pavel Schilling - inventor of the electromagnetic telegraph", PC Week, vol. 3, iss. 321, ۲۹ ژانویه ۲۰۰۲ (in Russian).
- Brooks, David, "Indian and American telegraphs", Journal of the Society of Telegraph Engineers, vol. 3, pp. 115–125, 1874.
- Burns, Russel W. , Communications: An International History of the Formative Years, IEE, 2004 شابک ‎۰۸۶۳۴۱۳۲۷۷.
- Calvert, James B. , The Electromagnetic Telegraph, retrieved 14 April 2020.
- Commissioners of Patents, Patents for Inventions: Abridgements of Specifications Relating to Electricity and Magnetism, Their Generation and Applications, George E. Eyre and William Spottiswoode, 1859. Statham and Whitehouse's claim for a return wire is on page 584.
- Darling, Charles R. , "Field telephones", The Electrical Review, vol. 77, no. 1,973, pp. 377–379, 17 September 1915.
- Fahie, John Joseph, A History of Wireless Telegraphy, 1838–1899, Edingburgh and London: William Blackwood and Sons, 1899 LCCN 01-5391.
- Fleming, John Ambrose, The Principles of Electric Wave Telegraphy, London: Longmans, 1910 اُسی‌ال‌سی ۵۶۱۰۱۶۶۱۸.
- Hawks, Ellison, "Pioneers of wireless", Wireless World, vol. 18, nos. 9 & 11, pp. 343–344, 421–422, 3 & 17 March 1926.
- Hendrick, Burton J. , The Age of Big Business, Cosimo, 2005 شابک ‎۱۵۹۶۰۵۰۶۷۵.
- Hubbard, Geoffrey, Cooke and Wheatstone and the Invention of the Electric Telegraph, Routledge, 2013 شابک ‎۱۱۳۵۰۲۸۵۰۸.
- Huurdeman, Anton A. , The Worldwide History of Telecommunications, Wiley, 2003 شابک ‎۹۷۸۰۴۷۱۲۰۵۰۵۰.
- Kahn, Douglas, Earth Sound Earth Signal: Energies and Earth Magnitude in the Arts, University of California Press, 2013 شابک ‎۰۵۲۰۲۵۷۸۰۴.
- King, W. James, "The development of electrical technology in the 19th century: The telegraph and the telephone", pp. 273–332 in, Contributions from the Museum of History and Technology: Papers 19–30, Smithsonian Institution, 1963 اُسی‌ال‌سی ۷۲۹۹۴۵۹۴۶.
- Margalit, Harry, Energy, Cities and Sustainability, Routledge, 2016 شابک ‎۱۳۱۷۵۲۸۱۶۶.
- Prescott, George Bartlett, History, Theory, and Practice of the Electric Telegraph, Boston: Ticknor and Fields, 1866 LCCN 17-10907.
- Schwendler, Louis, Instructions for Testing Telegraph Lines and the Technical Arrangements of Offices, vol. 2, London: Trèubner & Co. , 1878 اُسی‌ال‌سی ۶۳۷۵۶۱۳۲۹
- Shiers, George, The Electric Telegraph: An Historical Anthology, Arno Press, 1977 اُسی‌ال‌سی ۱۰۶۷۷۵۳۰۷۶.
- Stachurski, Richard, Longitude by Wire: Finding North America, University of South Carolina, 2009 شابک ‎۱۵۷۰۰۳۸۰۱۵.
- Trotter, A.P. , "Disturbance of submarine cable working by electric tramways", Journal of the Institution of Electrical Engineers, vol. 26, iss. 130, pp. 501–514, July 1897.
  - "Discussion of Mr. Trotter's paper", op. cit., pp. 515–532.
- Wheen, Andrew, Dot-Dash to Dot.Com: How Modern Telecommunications Evolved from the Telegraph to the Internet, Springer, 2010 شابک ‎۱۴۴۱۹۶۷۶۰۵.